# Diário de um Cucaracha
Diário de um Cucaracha é um livro escrito pelo jornalista, cartunista e escritor Henfil. No livro ele descreve suas experiências nos Estados Unidos entre 1972 e 1975, quando foi ao país para tratar-se de Hemofilia. 
Entre outros assuntos abordados Henfil trata de sua dificuldade em conseguir ser atendido pelo sistema de saúde do país; O choque cultural presente nas diferenças entre EUA e Brasil do inicio da década de 70, e as grandes dificuldades que teve por ser um estrangeiro nos EUA sem saber falar Inglês dependendo de amigos e porto-riquenhos para se comunicar com os médicos.
O livro é composto de uma série de cartas que trocara com seus amigos, em especial Tarik de Souza e José Eduardo Barbosa (referido nas cartas com uma grande variação de apelidos como Zé, Zézim, Zéduardo)e sua mãe. 

## Título do Livro
O título se refere ao fato de latino-americanos serem pejorativamente referidos como "Cucarachas" por cidadãos estadunidenses. Em uma passagem específica do livro Henfil relata que enquanto era medicado no hospital por uma enfermeira, assim que ela teve conhecimento de sua cidadania latina imediatamente começou a cantar "La Cucaracha".

## Ditadura Militar e Tiras Produzidas no Exterior
Henfil foi um ávido militante contra a Ditadura Militar no Brasil, e teve bastante problemas ao continuar publicando suas obras nos jornais brasileiros. O autor enviava seus trabalhos por correio e no Brasil e estas muitas vezes não eram aprovadas pela censura vigente no país na época, conforme descrito em uma de suas cartas a José Eduardo:
"A censura caiu feio pro que mandei pro Pasquim? Cortaram todas as 12 charges? As 12? Vê aí se não sobrou nada.(...) O problema Zé, é que eu estou grogue com a liberdade desvairada nos EUA. Como que por encanto sumiu a autocensura que sempre me orientou aí(...)
Também comenta o assunto em outra carta, desta vez para Ivan Lessa:
"No fundo desta onda de mau humor e de maus modos que nos assola dentro do Pasquim, está a censura prévia mutila nossos trabalhos. Não só desenhos e textos, tá mutilando também a nossa convivência, sem que a gente se aperceba disto."

## Publicação nos EUA
Em 1974 Henfil começa a visitar jornais e sindicatos para tentar publicar suas tiras em inglês nos EUA. O Fradim é rebatizado como "The Mad Monks" e publicado em alguns grandes jornais do país. Henfil, no entanto, enfrentou algumas dificuldades para publicar nos EUA já que a maioria das suas tiras eram reprovadas para publicação dado o conteúdo de caráter político forte das mesmas. As tiras eram descritas como "sick". Henfil diz que "Você pode chamar alguém de  imoral; pornográfico, escatológico, sádico e até fascista. Mas 'sick' é algo especial. É tudo isso junto." 
A forte reação do público estadunidense enviando inúmeras cartas reclamando do conteúdo das tiras fez com que fosse cada vez mais difícil para Henfil publicar suas tiras até que ele finalmente desistira do mercado estadunidense.
Antes de ser publicado, Henfil encontra Sérgio Aragonês que lhe diz que para publicar nos EUA Henfil deve esquecer seu país, sua cultura e seu humor, ou jamais será aceito lá (nos EUA).